# Долни Лесков
Долни Лесков (на словашки: Dolný Lieskov) е село в северозападна Словакия, част от окръг Поважка Бистрица на Тренчински край. Населението му е 826 души (по приблизителна оценка от декември 2021 г.).
Разположено е на 310 m надморска височина в долината на река Вах в Западните Карпати, на 7 km южно от град Поважка Бистрица и на 32 km североизточно от Тренчин. Първото споменаване на селището е от 1327 година.